# مورمانسک ۲۹۷۹
سیارک ۲۹۷۹ (به انگلیسی: 2979 Murmansk، نامگذاری:1978TB7) دو هزار و نهصد و هفتاد و نهمین سیارک کشف شده‌است که در ۲ اکتبر ۱۹۷۸ کشف شد.
قدر مطلق سیارک برابر ۱۲٫۱۰ است.